# Танутров, Захар Егорович
Захар Егорович Тану́тров (до 1795 года — после февраля 1856 года) — генерал-майор Русской армейской кавалерии, герой Крымской войны — полковой командир Новороссийского драгунского полка в сражении при Кюрюк-Даре и при взятии Карса.
Участник Отечественной войны 1812 года, Заграничных походов, Русско-турецкой войны 1828—1829 годов и подавления Польского восстания 1830 года.

## Биография
Из католической грузинской дворянской семьи.
В службу вступил 2 мая 1812 года в Борисоглебский драгунский полк юнкером. 26 мая 1813 года с производством в прапорщики переведён был в Каргопольский драгунский полк, в котором прослужил 39 лет и 2 недели. Был с полком в Заграничных походах Русской армии от Дрездена до Фершампенуаза и сражения при Париже, и — в Русско-турецкой войне 1828—1829 годов, где в чине капитана командовал 1-м эскадроном полка в сражении при Боелешти. Награждён за участие в войне орденом св. Анны 3-й степени с бантом в 1828 году, и — св. Владимира 4-й степени с бантом в 1829 году.
С полком принимал также участие в подавлении Польского восстания 1830 года в составе корпуса Ридигера, за что в 1831 году удостоен Знака отличия за военное достоинство 4-й степени.
В 1834 году за 25 лет беспорочной службы удостоен  ордена Святого Георгия 4-й степени. В 1839 — ордена св. Анны 2-й степени. В 1850 году получил императорские короны к орденам и орден св. Владимира 3-й степени.
На 10 июня 1852 года — подполковник, старший офицер Каргопольского драгунского полка 1-й бригады 1-й драгунской дивизии. 11 июня 1852 года получил чин полковника с переводом в Московский драгунский полк той же бригады 1-й драгунской дивизии.

#### Командир Новороссийского драгунского полка
Почти немедленно затем назначен полковым командиром Новороссийского драгунского полка 2-й бригады той же дивизии. В первое время занимался приведением в порядок полкового хозяйства. Весной 1853 года дивизионный командир генерал-лейтенант Врангель в своём приказе отмечал:
Видимое усердие командира полка полковника Танутрова к исполнению всех требований высшего начальства, как во фронтовом образовании полка, так точно и в хозяйственной части и в особенности деятельность в успешном пополнении всех недостатков, найденных им при приеме полка, не может остаться без моей искренней благодарности.
В 1853 году получил орден св. Станислава 1-й степени и знак за 35 лет беспорочной службы.

#### Восточная война
С началом Восточной войны, по высочайшему повелению, с 1 ноября 1853 года полк — в сводной драгунской бригаде графа Нирода, предназначенной к отправке на Кавказ. Под командованием Танутрова полк в зимнее время успешно совершил переход через Большой Кавказский хребет по Военно-Грузинской дороге, потеряв под лавиной только 6 нижних чинов и 3 лошадей, и 14 мая 1854 года прибыл в Александрополь, на сборный пункт Кавказского корпуса.
11 апреля 1854 года полковник Танутров произведён в генерал-майоры с оставлением в должности командира Новороссийского драгунского полка.
На Кавказском театре Восточной войны полк под командованием Танутрова нёс патрульную и разведывательную службу, участвовал в делах под Караялом и в сражении при Кюрюк-Даре, за которое Танутров был удостоен ордена св. Станислава 1-й степени, два офицера полка стали георгиевскими кавалерами IV степени, один из полковников получил чин генерал-майора, а 1-й и 2-й дивизионы полка — георгиевские серебряные трубы.
Полк постоянно находился в делах при блокаде Карса.
В начале 1856 года генерал-майор Танутров был отчислен от командования полком с направлением в распоряжение начальника всех пехотных резервных и запасных войск.
В своём последнем приказе по полку Танутров, в частности, писал:
Мне же остается только гордиться, что имел счастье командовать полком, стяжавшим себе славу на полях Кюрюк-Дарских.